# Alexandra Razarenova
Alexandra Razarenova (São Petersburgo, 17 de julho de 1990) é uma triatleta profissional russa. 

## Carreira

### Rio 2016
Alexandra Razarenova disputou os Jogos do Rio 2016, terminando em 20º lugar com o tempo de 2:01:09. 